# لين غودمان
لين غودمان (بالإنجليزية: Len Goodman)‏ هو راقص بريطاني، ولد في 25 أبريل 1944 في لندن عاصمة المملكة المتحدة.

## وصلات خارجية
- لين غودمان على موقع IMDb (الإنجليزية)
- لين غودمان على موقع ميوزك برينز (الإنجليزية)
- لين غودمان على موقع إن إن دي بي (الإنجليزية)
- لين غودمان على موقع قاعدة بيانات الفيلم (الإنجليزية)